# Scaptomyza contestata
Scaptomyza contestata är en tvåvingeart som först beskrevs av Hardy 1967.  Scaptomyza contestata ingår i släktet Scaptomyza och familjen daggflugor. Inga underarter finns listade i Catalogue of Life.